# Bataillons de l'Ordnungspolizei
Les bataillons de l'Ordnungspolizei ou bataillons de la police de l'Ordre étaient des formations militarisées de l'Ordnungspolizei allemande (police en uniforme) à l'époque nazie. Pendant la Seconde Guerre mondiale, ils étaient subordonnés aux SS et déployés dans les zones occupées par l'Allemagne, en particulier les zones arrière du groupe d'armées et les territoires sous administration civile allemande. Aux côtés des détachements des Einsatzgruppen et des Waffen-SS, ces unités ont perpétré des meurtres de masse contre la population juive et ont été responsables de crimes à grande échelle contre l'humanité à l'encontre des populations civiles.

## Histoire opérationnelle
La police de l'ordre allemande était un instrument clé de l'appareil de sécurité de l'Allemagne nazie. Dans la période d'avant-guerre, Heinrich Himmler, le chef des SS, et Kurt Daluege, chef de la police de l'Ordre, ont coopéré pour transformer les forces de police de la République de Weimar en formations militarisées prêtes à servir les objectifs de conquête et d'anéantissement racial du régime. Les unités de police ont participé à l'annexion de l'Autriche et à l'occupation de la Tchécoslovaquie.

### Invasion de la Pologne

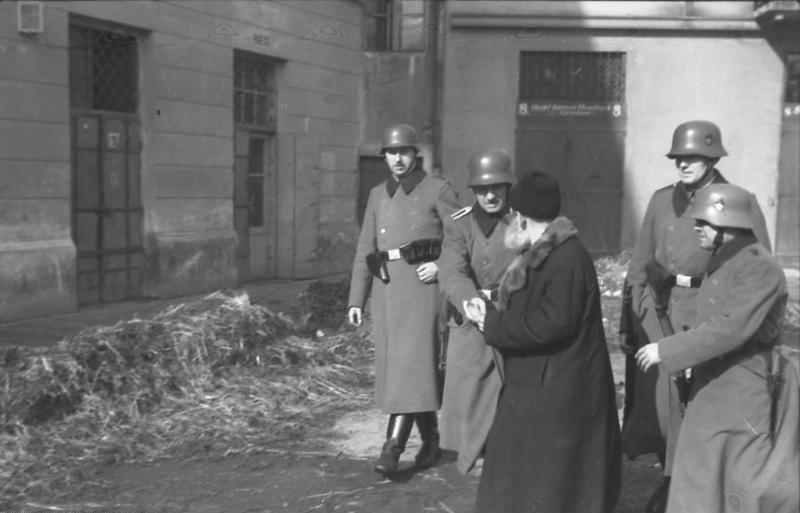
Unité de l'Ordnungspolizei menant un raid dans le ghetto de Cracovie, 1941.

Les troupes de police ont d'abord été formées en formations de la taille d'un bataillon pour l'invasion de la Pologne, où elles furent déployées à des fins de sécurité et de maintien de l'ordre, prenant également part aux exécutions et aux déportations massives. Les 17 premières formations de bataillon furent déployées par l'Orpo en septembre 1939 avec l'armée de la Wehrmacht lors de l'invasion de la Pologne. Les bataillons gardaient les prisonniers de guerre polonais et procédèrent à l'expulsion des Polonais du Reichsgau Wartheland sous la bannière de Lebensraum. Ils commirent également des atrocités contre les populations catholique et juive dans le cadre de ces « actions de réinstallation ». Après la fin des hostilités, les bataillons — tels que le Reserve-Polizei-Bataillon 101 — assumèrent le rôle des forces de sécurité, patrouillant les périmètres des ghettos juifs de la Pologne occupée (les problèmes de sécurité internes du ghetto étaient gérés par les SS, le SD et la police criminelle, en collaboration avec l'administration juive du ghetto).

### Invasion de l'Union soviétique
Vingt-trois bataillons de l'Orpo devaient prendre part à l'invasion de l'Union soviétique en 1941, nommée opération Barbarossa. Neuf étaient rattachés aux divisions de sécurité de la Wehrmacht. Deux bataillons furent affectés pour soutenir les Einsatzgruppen, les escadrons de la mort mobiles des SS, et l'Organisation Todt, le groupe de construction militaire. Douze furent formés en régiments, de trois bataillons chacun, et désignés comme Polizei-Regiment Mitte, Polizei-Regiment Nord, Polizei-Regiment Sud et Polizei-Regiment Spezialzweck. Les buts des bataillons de police étaient de sécuriser l'arrière en éliminant les restes des forces ennemies, en gardant les prisonniers de guerre et en protégeant les lignes de communication et les installations industrielles capturées. Leurs instructions comprenaient également, comme le déclara Daluege, le « combat des éléments criminels, surtout des éléments politiques». 
Comprenant environ 550 hommes chacun, les 300 bataillons étaient issus de recrues mobilisées dans les groupes de 1905–1915. Ils étaient dirigés par des professionnels de la police de carrière, imprégnés de l'idéologie du nazisme, animés par l'antisémitisme et l'anti-bolchevisme. Les régiments et les bataillons furent placés sous le commandement de policiers de carrière. Lorsque les unités traversèrent la frontière germano-soviétique, elles passèrent sous le contrôle du chef supérieur de la SS et de la police pour les zones arrière du centre du groupe d'armées respectives.

## Unités

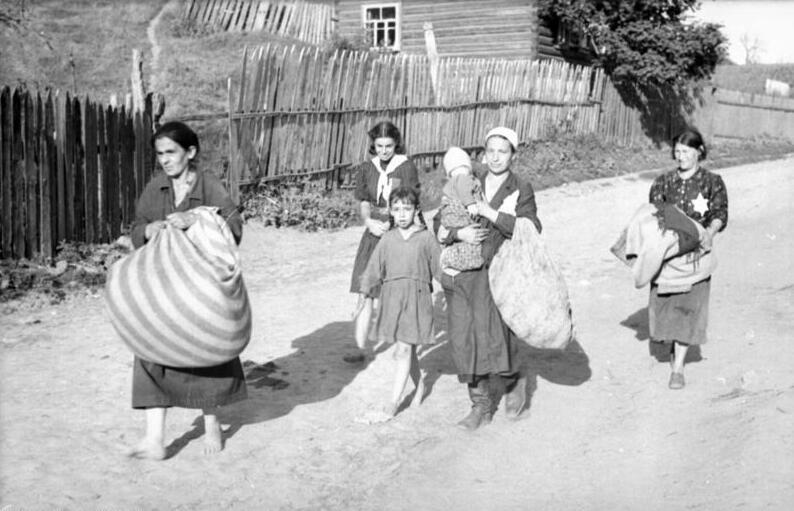
Photographie de propagande de la Wehrmacht des femmes juives à Moguilev, juillet 1941. Les Juifs de Moguilev ont été assassinés par le Polizei-Bataillon 322 du Polizei-Regiment Mitte en octobre 1941.

### Bataillons de police réguliers
- Polizei-Bataillon 9 (attaché aux Einsatzgruppen)
- Polizei-Bataillon 45
- Polizei-Bataillon 303
- Polizei-Bataillon 304
- Polizei-Bataillon 306
- Polizei-Bataillon 307
- Polizei-Bataillon 309
- Polizei-Bataillon 314
- Polizei-Bataillon 315
- Polizei-Bataillon 316
- Polizei-Bataillon 320
- Polizei-Bataillon 322

### Bataillons de police de réserve
- Reserve-Polizei-Bataillon 101

## Conséquences
L'Ordnungspolizei dans son ensemble n'a pas été déclarée organisation criminelle par les Alliés, contrairement aux SS, et ses membres ont pu se réinsérer dans la société en grande partie sans être inquiétés, beaucoup retournant à une carrière policière en Autriche et en Allemagne de l'Ouest.

### Lectures complémentaires
- Encyclopedia of Camps and Ghettos, 1933–1945, vol. Volume II, Bloomington, Indiana University Press, 2009, 1659 p. (ISBN 978-0-253-35328-3)
- (en) Ian Rich, Holocaust Perpetrators of the German Police Battalions : The Mass Murder of Jewish Civilians, 1940-1942, Bloomsbury Publishing, 2018 (ISBN 978-1-350-03804-2)
- Wolfram Wette, The Wehrmacht : History, Myth, Reality, Cambridge, Mass., Harvard University Press, 2007, 372 p. (ISBN 978-0-674-02577-6)